# 渦輪扇發動機

渦輪扇發動機

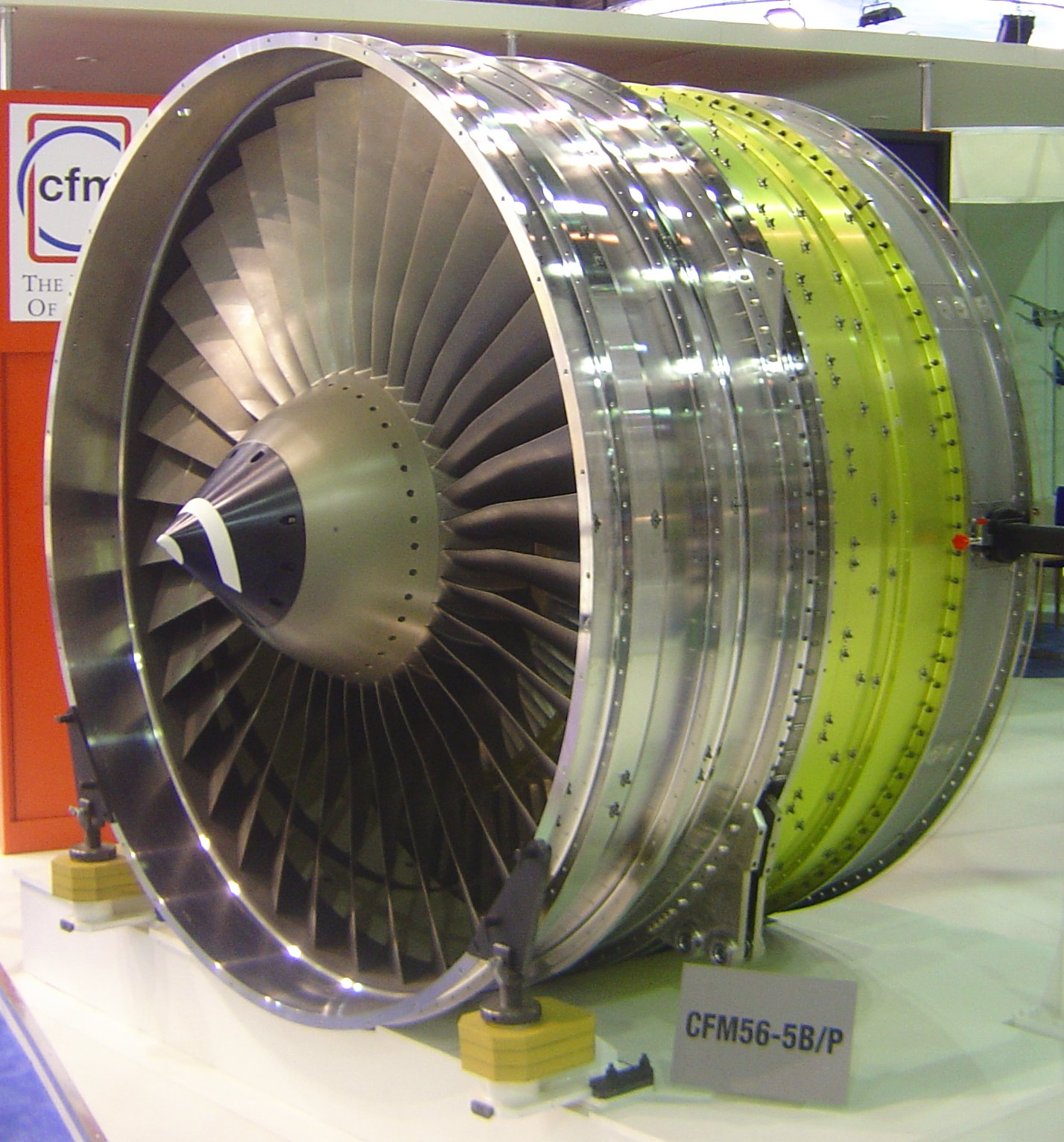
用於空中巴士A320系列的CFM56-5B渦輪扇發動機前端扇葉

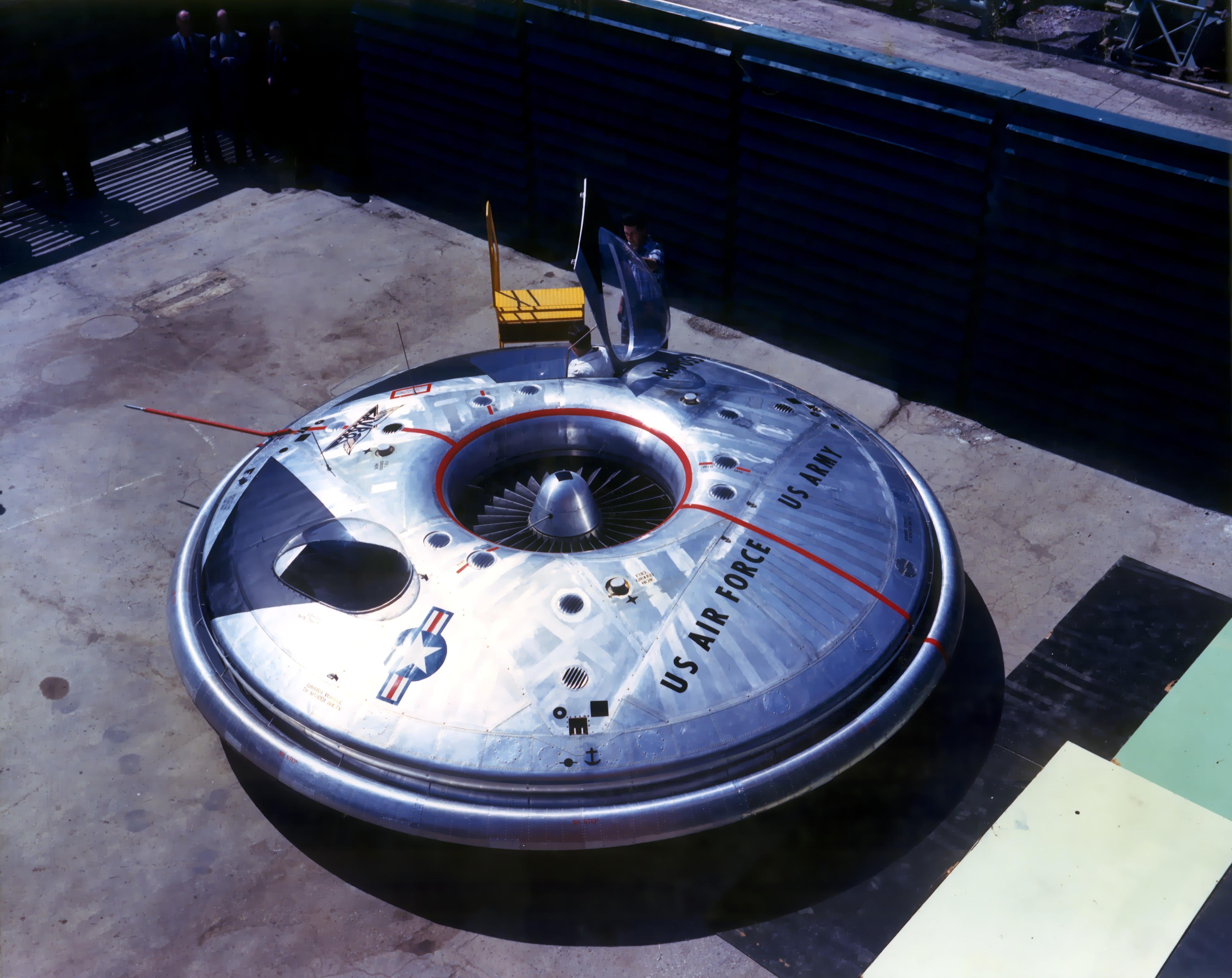
美國使用渦輪扇發動機製作的飛碟VZ-9 Avrocar

渦輪扇發動機（英語：Turbofan Engine，亦稱渦扇發動機或者内外函喷气发动机）是一种燃气涡轮式航空发动机，主要特點是其首級扇葉的面積較渦輪噴射發動機大上許多。经过涡轮喷气发动机的空气通道称为内涵道，空氣在喷气发动机燃燒後獲得機械能，外側的空氣通道称为外涵道，由内含的涡轮驱动首級增压扇葉推動空氣，增压扇葉同時具有螺旋槳和壓縮空氣的作用，能將部分吸入的空氣通過噴射發動機的外圍提供直接推力，推力即由内外涵道共同产生。可同時具有渦輪螺旋槳與渦輪噴射發動機的推力供給。

## 簡介
渦輪扇發動機外觀上似乎是更粗的發動機，實際上只有中心是噴射引擎，其他全是扇風推進，因為並非只依靠渦輪噴射直接燃油燃燒出高壓空氣提供推力，所以单位推力小时耗油率比純渦輪噴射佳，但螺旋扇葉速度越快的推力重量比耗損功率較大，比较純渦輪噴射，超音速飛行时其受到邊界層影響使其低氣壓高空與超音速下推力重量不佳。於是乎，渦扇發動機最適合飛行速度为每小时400至2,000公里時使用，故此現在多數的噴射機發動機都是採用渦扇發動機作為動力來源。
渦輪扇發動機的涵道比是单位时间内不經過燃燒室的空氣質量，與通過燃燒室的空氣質量的比例。涵道比為零的渦扇發動機即是渦輪噴射發動機，早期的渦扇發動機和現代戰鬥機使用的渦扇發動機涵道比都較低，例如世界上第一款实用渦扇發動機，勞斯萊斯的康威型涵道比只有0.3，現代多數民航機為了省油，發動機的涵道比越來越大，通常都在5以上，跟使用螺旋槳飛行其實是差不多。涵道比高的渦輪扇發動機耗油較少，但推力卻與渦輪噴射發動機相當，且運轉時還寧靜得多。
至於戰鬥機使用低涵道比發動機，主要是因為截面積與常用飛行速度與民航機不同。高涵道比的發動機截面積過大在超音速的時候阻力過大，另外在超音速的狀況下效率也會比純渦輪噴射甚至於低涵道比設計還低，所以戰鬥機皆使用低涵道比發動機（涵道比皆低於1）。只在超音速飛行的協和式客機，因為長時間處於超音速狀態，為了提昇效率與降低成本，就是使用純渦輪噴射而無涵道比的發動機，是少數真正利用噴氣飛行的飛機。

## 主要组成部分
- 进气道
- 风扇總成
  - 低壓壓縮機（Low pressure compressor）
  - 高壓壓縮機（High pressure compressor）
- 燃烧室
- 高压涡轮（High pressure turbine）
- 低压涡轮（Low pressure turbine）
- 後燃器
- 噴嘴

## 外部連結
- Wikibooks: Jet propulsion
- Malcolm Gibson.  (PDF). NASA Innovation in Aeronautics NASA/TM-2011-216987. Aug 2011  [2020-12-12]. （原始内容存档 (PDF)于2020-03-23）.
- . UBM Aviation. 2012  [2020-12-12]. （原始内容存档于2020-08-09）.
- . Flight Global.   [2020-12-12]. （原始内容存档于2019-05-26）.
- Bjorn Fehrm. . Leeham Co. April 14, 2017  [2020-12-12]. （原始内容存档于2021-01-27）. and previous series

 维基共享资源上的相關多媒體資源：渦輪扇發動機